# 鍾一諾
鍾一諾（英語：Roger Chung，1983年9月19日—），是香港公共衛生學者及音樂人。
在學術發展方面，他是一位公共衛生學者，現任香港中文大學公共衛生及基層醫療學院副教授，及中大生命倫理學中心聯席總監，主要研究範疇為社會與健康關係、弱勢社群健康、健康倫理及公義、晚期與臨終護理政策。研究論文在多本國際知名學術期刊刊登。他現時也是非牟利機構 「香港生死學協會」的副會長。
在藝術發展方面，他是歌手、監製、作曲人、填詞人、電台主持及旁白配音員；與其兄鍾一匡組成的鍾氏兄弟是一個香港獲獎音樂組合，獲得多個華語樂壇重要獎項，包括華語音樂傳媒大獎「最佳組合」、華語金曲獎「年度最佳爵士藝人」、CASH金帆音樂獎「最佳歌曲」、「最佳歌詞」及「最佳合唱演繹」等。他亦積極參於音樂推廣及教育活動，在D100與其兄主持音樂節目《爵士鍾情》等，在香港大學任爵士樂客籍講師及在香港大學專業進修學院任歌唱導師。
他亦是專欄作者，曾為生活雜誌《Before and After》撰寫有關音樂、文藝的文章，現為香港基督教網媒《時代論壇》「觀點」版的專欄作者之一。

## 教育背景
鍾一諾小學至中學就讀於聖保羅男女中學附屬小學及聖保羅男女中學，其後到美國留學，於Concord Academy 升讀高中，畢業後於美國著名學府約翰霍普金斯大學修讀公共衛生，並於大學屬下的音樂學院 Peabody Conservatory of Music(皮博迪學院) 兼修鋼琴及聲樂。2005年取得碩士學位返港，其後再在香港大學取得公共衛生哲學博士學位，師承梁卓偉教授，畢業後於香港中文大學公共衛生及基層醫療學院擔任教，現為副教授。

## 學術簡歷
於2005年，他分別獲得了約翰霍普金斯大學(Johns Hopkins University) 公共衛生學士學位和約翰霍普金斯大學布隆博格公共衛生學院 (Johns Hopkins Bloomberg School of Public Health)健康科學碩士學位。於2011年完成香港大學公共衛生學院的哲學博士學位，其間主要研究社會經濟發展對人口健康的影響，並獲香港社會醫學學院頒發「Best Oral Presentation Award」。 
鍾氏於2011年加入香港中文大學公共衞生及基層醫療學院，現任副教授。他是一位社會流行病學家及生命倫理學家，主要研究範疇為健康不平等的各種社會決定因素（包括貧困、社會弱勢如罕見病患者、移民、性別與種族小眾等），及多種長期疾病和長期/臨終護理等人口老化問題。
鍾氏於2018年9月獲得首屆由美國國家醫學院 (National Academy of Medicine)塈香港中文大學推出為期兩年的國際衛生政策學者獎學金 (International Health Policy Fellowship)，致力研究消除健康不平等的政策。 他亦是社會企業「香港生死學協會」 （页面存档备份，存于） 的副會長。這協會是由一班年輕的專業人士所組成，以結合多元的專業知識和創新意念。他也是D100電台《生命21克》— 一個有關生死教育的節目主持人。

## 音樂簡歷
在美國求學期間，受到美國爵士樂、藍調、福音及騷靈等音樂風格所影響。2007年，獲香港基督徒音樂事工協會（ACM）全港歌唱比賽獨唱組冠軍，其後獲邀為再生會及基督牧愛會撰寫主題歌曲，亦獲中國一代歌后姚莉邀請，為紀念其亡夫歌曲填詞。
2009年，鍾一諾與其兄鍾一匡組成組合「鍾氏兄弟」，推出福音專輯《鐘聲》(The Chimes)，邀請多位國際及本地音樂人合作，把世界不同音樂元素帶進本地音樂文化中。所有歌曲由鍾氏兄弟創作，並以不同音樂風格編曲及演出。
2011年，再以鍾氏兄弟組合，推出第二張福音專輯《齊唱‧吳秉堅之歌》，再次邀請香港及海外多位著名樂手及音樂人合作，改編香港福音音樂作曲人吳秉堅 (Ben Ng) 《齊唱新歌》中多首經典福音歌曲。參與者包括姚莉、泰迪羅賓、劉以達、羅乃新、蘇德華及吳潔梅等。《齊唱‧吳秉堅之歌》專輯於「新城勁爆頒獎禮2011」取得「新城勁爆專輯獎」。《齊唱‧吳秉堅之歌》於2012獲第十二屆華語音樂傳媒大獎最佳組合提名，亦榮獲2012華語金曲獎（堪稱「華語格萊美」）六項提名，包括：年度最佳專輯企劃、年度最佳製作人、年度最佳爵士藝人、年度最佳編曲人、年度最佳封套設計、年度最佳錄音師。2012年12月11日，鍾氏兄弟榮獲2012華語金曲獎「年度最佳爵士藝人」的獎項。
2014年，他們憑專輯《極》榮獲2014年華語音樂傳媒大獎「最佳組合」、2014年新城勁爆「最佳專輯」及香港樂評選「最佳組合」，亦憑歌曲《時代的顛覆者》榮獲2014年CASH金帆音樂獎「CASH最佳歌曲大獎」、「最佳歌詞」、「最佳合唱演繹」（與大AL、梁球合唱）等殊榮。鍾一諾亦曾四度榮獲CASH金帆音樂獎「最佳旋律」大獎提名，包括：2011年的《朋友。愛》（與吳秉堅合寫）、2013年的《驚動創造》、2014年的《時代的顛覆者》以及2015年的《未種的花》。他亦憑2014 年的《麻醉式快樂》獲CASH金帆音樂獎「最佳男歌手演繹」大獎提名。
鍾一諾與其兄鍾一匡也是著名唱片監製。曾監製過的歌手／音樂人包括世界聞名的七屆格林美得主美國福音音樂教父Andraé Crouch、時代曲一代歌后姚莉、台灣殿堂級製作人李壽全、台灣金音獎得主客家創作歌手林生祥、古典鋼琴家羅乃新、泰迪羅賓、夏韶聲、大AL、曾路得、盧冠廷、劉以達、蘇德華、Joey Tang、單立文、包以正(Eugene Pao)、爵士鋼琴家羅尚正(Ted Lo)、「黑鳥」郭達年、辛尼哥哥、柳重言、林一峰、Michael Jackson好友兼格林美提名福音歌手Howard McCrary、羅敏莊、金培達、梁球、hip-hop藝人Ghost Style、Kwokkin、六屆格林美得主Ukulele 大師Daniel Ho、瑞典爵士結他大師Ulf Wakenius、德國口琴大師Hendrik Meurkens、美國著名貝斯手Reggie McBride等。
2019年，出版首張個人專輯《Song Book 歌集》，以張歌聲／鋼琴爵士二重奏的風格重新演繹12位香港作曲家的作品，亦譜寫新曲《星聲夢裡人》向每一位香港作曲家致敬。專輯特別介紹失明天才鋼琴家Jezrael Lucero，全碟由鍾一諾及Jezrael Lucero監製，並獲好評及2019年CASH金帆音樂獎三項提名，包括「最佳歌詞」、「最佳編曲」及「最佳男歌手演繹」，以及"Hong Kong Singers Channel"「金曲全年選」網上票投為「我最欣賞的翻唱專輯 - 金奬」。

## 出版音樂作品列表

### 2009年
| | |
| - 鍾氏兄弟 （鍾一匡／鍾一諾）- 好撒瑪利亞人（曲、詞、監、唱、和、和編） - 鍾氏兄弟 （鍾一匡／鍾一諾）- 騷靈頌 I （曲、詞、編、監、唱、和、和編） - 鍾氏兄弟 （鍾一匡／鍾一諾）- 鐘聲 （曲、監、唱、和、和編） - 鍾氏兄弟 （鍾一匡／鍾一諾）- 感謝神（編、監、唱、和、和編） - 鍾氏兄弟 （鍾一匡／鍾一諾）／羅敏莊 - 赤子之心（監、唱） - 鍾氏兄弟 （鍾一匡／鍾一諾）feat 漁夫 - 行公義、好憐憫（監、唱、和、和編） - 鍾氏兄弟 （鍾一匡／鍾一諾）- 夢想…有一天（曲、詞、編、監、唱、和、和編） - 鍾氏兄弟 （鍾一匡／鍾一諾）／Howard McCrary - 騷靈頌II （曲、詞、編、監、唱） | - 鍾氏兄弟 （鍾一匡／鍾一諾）- 心中亮光 （曲、詞、監、唱、和、和編） - 鍾氏兄弟 （鍾一匡／鍾一諾）／鄧婉玲 feat Eternity Girls - 愛的經典 （監、唱） - 鍾氏兄弟 （鍾一匡／鍾一諾）- 心在顫抖 （曲、監、唱、和、和編、鋼琴） - 鍾氏兄弟 （鍾一匡／鍾一諾）- 回到主身邊（曲、編、監、唱） - 鍾氏兄弟 （鍾一匡／鍾一諾）- 天明不再有淚（曲、詞、監、唱、和、和編、鋼琴） - 鍾氏兄弟 （鍾一匡／鍾一諾）- I Have a Dream（曲、編、監、唱、和、和編） - 鍾一諾 - 同頌主恩（曲、詞、編、監、唱、和、和編、鋼琴） |

### 2010年
| |  |
| - 鍾氏兄弟 - 親愛主（監、唱、和） - 鍾氏兄弟／曾路得／陳芳榮 - 將心給我 Gospel Version（編、監、唱、和） |  |

### 2011年
| | |
| - 曾路得 - 同路人（和） - 冼嘉儀 - 誠心所願（監） - 冼嘉儀 - 當我相信（曲、監、和） - 鍾氏兄弟／曾路得／陳芳榮 - 將心給我 Jazz Version（編、監、唱） - 鍾氏兄弟 - 朋友 • 愛（曲、詞、監、唱、和、和編） - 鍾氏兄弟 - 祂的一生（監、唱、和） - 鍾氏兄弟 feat Watoto's Children Choir - 一無掛慮（監、唱、和、和編） - 鍾氏兄弟 - 祇有祝福 （監、唱、和） - 鍾氏兄弟 feat 赤道(吳潔梅/劉向榮/楊淑貞/蔣忠漢)/郭多加/金培達/葉富生/John Laudon/蘇如紅/趙芬妮 - 赤道宣言（監、唱、和、和編） | - 鍾氏兄弟／泰迪羅賓 feat 劉以達／蘇德華／吳潔梅 - 無言者（監、唱、和、和編） - 鍾氏兄弟 - 願你用愛吸引我（監、唱、和、和編） - 鍾氏兄弟 - 信靠的故事（監、唱） - 鍾氏兄弟／Angelita Li - 生趣（監、唱） - 鍾氏兄弟 feat Trinity (雷有曜/雷有暉/Barry Chung) - 神是愛（監、唱） - 鍾氏兄弟 feat 羅乃新 - 神！你在掌管/一生不枉過（監、唱） - 鍾氏兄弟／姚莉 - 親愛主（監、唱） - 鍾氏兄弟 - 由我雙手開始 [2011年社會企業民間高峰會主題曲]（曲、監、唱、和、和編） |

### 2012年
| | |
| - 鍾氏兄弟 - 沒有愛（唱） - 鍾氏兄弟／李克勤／關楚耀／張敬軒／麥家瑜／吳雨霏／林德信／Robynn and Kendy／Swing - 明星（唱） - 鍾一諾 - 驚動創造（曲、監、唱、和） - 鍾氏兄弟 - The Eighth Wonder（監） | - 鍾氏兄弟／羅敏莊 - 主的彩筆/一線曙光/感激救主（監、唱、和） - 蘇如紅 - 愛.舞動人生（監） - 鍾氏兄弟 - 前望（監） |

### 2013年
| | |
| - 羅敏莊／鍾一諾 - 此情只待成追憶（唱） - 陳明恩／陳碧清／鍾一諾／梁沃厚／Angelita Li／葉富生／The Bread／Frontline／Hot Worshipper／全心敬拜隊／SingforGod／TBM - We Are One （監、唱、和） - 關心妍／陳芳榮／裕美／吳潔梅／徐偉賢／葉富生／梁沃厚／黃迦約／衛詩／趙芬妮／鍾一諾／鄧婉玲／陳明恩／蘇如紅／John Laudon - 請差遣我 （監、唱、和、和編） - 鍾一諾 - 幸福的保證（曲、監、唱、和、和編） - 徐偉賢 - 想飛（監） | - 鄧婉玲 - 誰被祢揀選（監） - 梁沃厚 - 拚命為了誰（監、和、和編） - Metro - 將我心牽引（監） - Jeff Caylor - You Are My God（監） - 張淑衡 - 唯獨祢（監） - 趙芬妮 - Are You Serious?（監） |

### 2014年
| | |
| - 鍾氏兄弟 feat Ghost Style／Kwokkin - 瑪門（曲、監、唱、和、和編） - 鍾氏兄弟 - 麻醉式快樂（監、唱、和、和編） - 鍾氏兄弟 - 高速鐵路（詞、監、唱、和、和編） - 鍾氏兄弟 feat 大AL/梁球 - 時代的顛覆者（曲、詞、監、唱、和、和編） - 鍾氏兄弟 feat 夏韶聲/Joey Tang - 說不出的未來（監、唱、和、和編） - 鍾氏兄弟 - 光復精緻（曲、監、唱） - 鍾氏兄弟 - 黑膠 • 人生（監、唱） - 鍾氏兄弟 - Re-Imagine (a.k.a. 重新想像) [突破機構40週年主題曲]（曲、監、唱、和、和編） | - 鍾氏兄弟 feat 岑寧兒 - 美麗故事（監、唱） - 鍾氏兄弟 - Just Love（監、唱、和、和編） - 鍾氏兄弟 feat 盧冠廷/Daniel Ho/史茵茵/浪蕩紳士/Ulf Wakenius/Genevieve Marentette/Andraé Crouch/絲竹空爵士樂團/Mosaic Foundation/Ghulam Siraj Niazi Group/迷你噪音/林生祥/Hendrik Meurkens/Marciel Costa/Chris Polanco/郭達年@黑鳥/Joshua MacCluer - One World (Love is What It’s All About)（曲、編、監、唱） - 鍾氏兄弟 feat 李壽全 - 未來的未來（監、唱） - 鍾氏兄弟 - A Beautiful Story（監） - 鍾氏兄弟 feat 辛尼哥哥 - 心曲（監、唱、和編） |

### 2015年
| |                                             |
| - 鍾氏兄弟 - 未種的花 [香港中文大學博群花節主題曲]（曲、監、唱、和、和編） - 鍾氏兄弟 - 舞台劇《火頭山》配樂（曲、監） | - 趙芬妮 - 打工仔要好好食晏（監、和、和編） |

### 2016年
| | |
| - 曾路得 - I've Got the Power（監） - 曾路得 - As High as the Sky (國：多麼高多麼遠)（監） - 曾路得 - Choosing to Love（監） - 曾路得 - 今天我起不了床（監） - 曾路得 - 深海 (國：海)（監、和） - 曾路得 - 冷靜（曲、監） | - 曾路得 - 變相的祝福（監） - 曾路得 - 聖誕快樂（監） - 曾路得 - It is Well (國：安寧)（監） - 曾路得 - 獻給祢 (國：清心奉獻)（監） - 曾路得 - Offering（監） - 鍾氏兄弟／劉皓嵐／广州市少年宫文艺培训部 - 大飯寶 [電影《麥兜。飯寶奇兵》主題曲] （粵／國）（監、唱、和） |

### 2017年
| |  |
| - 香港大學醫學院學生 - 杏林遍地 [香港大學醫學院130週年主題曲] (曲、詞、監(與趙增熹合監)、和) - 鍾氏兄弟／Billy Chan - 動畫短片《Cross Blade Kill》配樂（曲、監） |  |

### 2018年
| |  |
| - 麥兜及其他卡通人物 - 呃like歌(合唱) - 麥兜及其他卡通人物 - 早操歌(合唱) - 麥兜及其他卡通人物 - 真愛歌(合唱) - 麥兜及其他卡通人物 - 香蕉舞(合唱) - 麥兜及其他卡通人物 - 麥太(合唱) |  |

### 2019年
| | |
| - 鍾一諾 feat. Jezrael Lucero - 星聲夢旅人（爵士弦樂版）（曲、詞、監、唱） - 鍾一諾 feat. Jezrael Lucero - 星聲夢旅人（二重奏版）（曲、詞、監、唱） - 鍾一諾 feat. Jezrael Lucero - 今天應該很高興（二重奏版）（監、唱） - 鍾一諾 feat. Jezrael Lucero - 別了秋天（監、唱） - 鍾一諾 feat. Jezrael Lucero - 幾段情歌（監、唱） - 鍾一諾 feat. Jezrael Lucero - 羅馬假期（監、唱） - 鍾一諾 feat. Jezrael Lucero - The Best Is Yet To Come（監、唱） - 鍾一諾 feat. Jezrael Lucero - 別了（監、唱） - 鍾一諾 feat. Jezrael Lucero - 畫出彩虹（監、唱） | - 鍾一諾 feat. Jezrael Lucero - 心裡日記（監、唱） - 鍾一諾 feat. Jezrael Lucero - 有了你（監、唱） - 鍾一諾 feat. Jezrael Lucero - 小王子 （監、唱） - 鍾一諾 feat. Jezrael Lucero - 這是愛 （監、唱） - 鍾一諾 feat. Jezrael Lucero / Henry Chung - 今天應該很高興（藍調騷靈版）（監、唱） - 鍾氏兄弟 - 獅子山藍調 （曲、詞、編、監、唱） - 鍾一諾 - 真的想你（詞、編、監、唱） |

### 2021年
| |  |
| - 鍾一諾／衛蘭／Anita Tatlow／Leora Caylor／Promise Armstrong - ONE (唱) - 鍾一諾/李昭賢/鄭嘉嘉/畢家敏/陳文婷/黃信榮 - 唯一的基督 (監、唱、和、和編) - 白田耆聲 - 我的生命，我的歌 (曲、詞、監、和、和編) |  |

### 2023年
|                                                            |  |
| - 聖保羅男女中學童聲合唱團 - 星聲夢旅人 （清唱版）(曲、詞) |  |

## 出版唱片與音樂項目
| 年份   | 項目名                                                         | 藝人                        | 角色 | 類別             |
| 2019年 | 《Song Book 歌集》                                             | 鍾一諾 feat. Jezrael Lucero | 曲/詞/監/唱                                                                                                  | 專輯大碟 MQA-CD  |
| 2018年 | 音樂劇《麥兜．出走的魚蛋》                                     | 麥兜及其他卡通人物          | 合唱 | 音樂劇插曲/單曲  |
| 2017年 | 《杏林遍地》（香港大學醫學院130週年主題曲）                    | 香港大學醫學院學生          | 曲/詞/監(與趙增熹合監)/和                                                                                    | 單曲             |
| 2017年 | 動畫《Cross Blade Kill》配樂                                   | 鍾氏兄弟                    | 曲/監 | 動畫短片配樂     |
| 2016年 | 《大飯寶》（電影《麥兜。飯寶奇兵》主題曲）                     | 鍾氏兄弟                    | 唱/監/和 | 電影主題曲/單曲  |
| 2016年 | 《Embrace 擁我入懷》                                           | 曾路得                      | 曲/監/和 | 專輯大碟 CD      |
| 2015年 | 《打工仔要好好食晏》                                           | 趙芬妮                      | 監/和《打工仔要好好食晏》                                                                                    | 單曲             |
| 2015年 | 舞台劇《火頭山》配樂                                           | 鍾氏兄弟                    | 曲/監 | 舞台劇配樂       |
| 2015年 | 《極 (SACD)》 (限量編號版):Edge-SACD (特別追加新歌 : 未種的花) | 鍾氏兄弟                    | 概念/曲/詞/編/監/唱/和                                                                                       | 專輯大碟 SACD    |
| 2014年 | 《極》                                                         | 鍾氏兄弟                    | 概念/曲/詞/編/監                                                                                             | 專輯大碟 2CD     |
| 2013年 | 《We Are One》                                                 | 群星/鍾氏兄弟               | 概念/曲/詞/編/監/唱/和                                                                                       | 專輯大碟 CD      |
| 2013年 | 《追憶逝水年華II 卡龍存集》                                    | 羅敏莊                      | 唱《此情只待成追憶》                                                                                         | 專輯大碟 CD      |
| 2013年 | 《愛是無價》                                                   | 羅敏莊                      | 監/唱/和《主的彩筆/一線曙光/感激救主》/監/唱《赤子之心》                                                     | 雜錦碟 CD        |
| 2012年 | 《弦動人生》                                                   | 群星/鍾氏兄弟               | 出品人/曲/監/唱/和《驚動創造》/《The Eighth Wonder》/《主的彩筆/一線曙光/感激救主》/《愛.舞動人生》/《前望》 | 專輯大碟 2CD     |
| 2012年 | 《Chok出正能量101》                                            | 群星/鍾氏兄弟               | 概念/策劃/監製                                                                                               | 雜錦碟 6CD       |
| 2012年 | 《Re-Imagine Leslie Cheung》                                   | 群星/鍾氏兄弟               | 唱《沒有愛》/《明星》                                                                                        | 演唱會2CD / 2DVD |
| 2011年 | 《齊唱‧吳秉堅之歌 Bonus》                                      | 鍾氏兄弟                    | 曲/詞/編/監/唱/和                                                                                            | EP CD            |
| 2011年 | 《X-Over Non-Stop 信心飛航》                                   | 吳秉堅                      | 監/唱/和《祇有祝福》/《赤道宣言》                                                                            | 專輯大碟 CD      |
| 2011年 | 《齊唱‧吳秉堅之歌》                                            | 鍾氏兄弟                    | 曲/詞/編/監/唱/和                                                                                            | 專輯大碟 CD      |
| 2011年 | 《Recovered》                                                  | 曾路得                      | 和《同路人》                                                                                                 | 專輯大碟 CD      |
| 2011年 | 《一個不懂唱歌的天使》                                         | 冼嘉儀                      | 監《誠心所願》;曲/監/和《當我相信》                                                                          | EP CD            |
| 2010年 | 《X-Over不可誇的可跨》                                         | 吳秉堅                      | 編/監/唱/和《將心給我》; 監/唱/和《親愛主》                                                                  | 專輯大碟 CD      |
| 2009年 | 《囹聲》                                                       | 基督教牧愛會                | 曲/詞/監/唱/和《心中亮光》                                                                                   | 專輯大碟 CD      |
| 2009年 | 《楓戀蜜語》                                                   | 羅敏莊                      | 監/唱《赤子之心》                                                                                            | 專輯大碟 CD      |
| 2009年 | 《鐘聲》                                                       | 鍾一匡 / 鍾一諾             | 曲/詞/編/監/唱/和/鋼琴                                                                                       | 專輯大碟 CD      |
| 2009年 | 《夢想 MEM專輯》                                               | 群星                        | 曲/詞/監/唱/和 《好撒瑪利亞人》                                                                              | 專輯大碟 CD      |

## 音樂獎項
2007年香港基督徒音樂事工協會全港歌唱比賽「總冠軍」 - 鍾一諾

### 《鐘聲》：
2009年「HMV」十大爵士樂最高銷售專輯 （第九位）-《鐘聲》
「HMV」爵士∕古典音樂排行榜冠軍 -《鐘聲》
「香港唱片」爵士∕古典音樂排行榜冠軍 -《鐘聲》
2010年華語音樂傳媒大獎「最佳爵士/藍調藝人」- 鍾氏兄弟（提名）
2010年華語音樂傳媒大獎「最佳新樂隊/組合」- 鍾氏兄弟（提名）
2010年華語音樂傳媒大獎「最佳組合」- 鍾氏兄弟（提名）

### 《齊唱‧吳秉堅之歌》：
2012年全球華語金曲獎「年度最佳爵士藝人」 - 鍾氏兄弟
2011年HKRIA 「金唱片」大獎 -《齊唱‧吳秉堅之歌》
2011年華語音樂傳媒大獎「季選十佳唱片」-《齊唱‧吳秉堅之歌》
2011年21CN.COM華語唱片盤點之十大粤语唱片第二名-《齊唱‧吳秉堅之歌》
2011年新城勁爆頒獎禮2011「新城勁爆專輯獎」-《齊唱‧吳秉堅之歌》
2011年新城勁爆流行榜 《無言者》（最高位置：第二位）
「HMV」爵士∕古典音樂排行榜冠軍 -《齊唱‧吳秉堅之歌》
「香港唱片」爵士∕古典音樂排行榜冠軍 -《齊唱‧吳秉堅之歌》
2011年華語音樂傳媒大獎「最佳組合」- 鍾氏兄弟（提名）
2011年全球華語金曲獎「年度最佳製作人」- 鍾氏兄弟（提名）
2011年全球華語金曲獎「年度最佳專輯企劃」 - Universal Music / 鍾氏兄弟（提名）
2011年CASH金帆音樂獎「最佳旋律」《朋友。愛》（提名 - 作曲：吳秉堅/鍾一諾）

### 《弦動人生》：
2013年CASH金帆音樂獎「最佳旋律」《驚動創造》（提名 - 作曲：鍾一諾）

### 《We Are One》：
2013年「HMV」亞洲∕廣東流行排行榜冠軍

### 《極》：
2014年CASH金帆音樂獎「CASH最佳歌曲大獎」-《時代的顛覆者》(鍾氏兄弟 feat. 大AL/梁球)
2014年CASH金帆音樂獎「最佳歌詞」-《時代的顛覆者》（作詞：鍾一匡/鍾一諾）
2014年CASH金帆音樂獎「最佳合唱演繹」-《時代的顛覆者》(鍾氏兄弟 feat. 大AL/梁球)
2014年新城勁爆頒獎禮「填詞大獎」-《時代的顛覆者》（作詞：鍾一匡/鍾一諾）
2014年新城勁爆頒獎禮「勁爆專輯獎」-《極》
2014年香港樂評選'2014「香港樂評年度樂團」- 鍾氏兄弟
2014年華語音樂傳媒大獎「最佳組合」- 鍾氏兄弟
2014年全球華語金曲獎「7月十佳唱片第一位」-《極》
2014年「HMV」全年五大爵士樂最高銷售專輯（第五位） -《極》
「HMV」爵士∕古典音樂排行榜冠軍 -《極》
「香港唱片」爵士∕古典音樂排行榜冠軍 -《極》
iTunes 銷量排行榜冠軍 -《極》
2014年新城勁爆流行榜 -《瑪門》（最高位置：第三位）
2014年新城勁爆流行榜 -《說不出的未來》（最高位置：第四位）
2014年香港電台中文歌曲龍虎榜 -《瑪門》（最高位置：第十三位）
2014年CASH金帆音樂獎「最佳旋律」-《時代的顛覆者》（提名 - 作曲：鍾一諾）
2014年CASH金帆音樂獎「最佳男歌手演繹」-《麻醉式快樂》（提名 - 鍾一諾）
2014年香港樂評選'2014「香港樂評年度歌曲」- 《時代的顛覆者》(鍾氏兄弟 feat. 大AL/梁球)（提名）
2014年香港樂評選'2014「香港樂評年度歌詞」- 《時代的顛覆者》（提名 - 作詞：鍾一匡/鍾一諾）
2014年香港樂評選'2014「香港樂評年度唱片」- 《極》（提名）

### 《未種的花》：
2015年CASH金帆音樂獎「CASH最佳歌曲大獎」-《未種的花》(提名 - 鍾氏兄弟 feat. 中大學生)
2015年CASH金帆音樂獎「最佳旋律」-《未種的花》（提名 - 作曲：鍾一諾）

### 《Song Book 歌集》：
2019年"Hong Kong Singers Channel"金曲全年選「我最欣賞的翻唱專輯 - 金奬」 - 《Song Book 歌集》
2019年CASH金帆音樂獎「最佳歌詞」-《星聲夢旅人》(提名 - 作詞：鍾一諾)
2019年CASH金帆音樂獎「最佳編曲」-《星聲夢旅人》（提名 - 編曲：Jezrael Lucero/伍卓賢）
2019年CASH金帆音樂獎「最佳男歌手演繹」-《星聲夢旅人》(提名 - 鍾一諾)

## 音樂劇
鍾一諾也有參與音樂劇製作和演出。在美國期間，曾參與的音樂劇演出包括：Marc Blitzstein的"Cradle Will Rock"及Leonard Bernstein的"West Side Story"。他現正與作詞家岑偉宗及劇作家鄭國偉創作全新音樂劇。
| 年份   | 劇名                                         | 角色                | 劇本／音樂／歌詞                                                       | 製作                                                                          | 語言     |
| 2000年 | The Cradle Will Rock                         | 演員：Junior Mister | 劇本／音樂／歌詞：Marc Blitzstein                                      | Concord Academy Theater Production; 導演: David Gammons                       | 英語     |
| 2001年 | West Side Story                              | 演員：Tony          | 劇本：Arthur Laurents；音樂：Leonard Bernstein；歌詞：Stephen Sondheim | Concord Academy Chorus Production; 導演: Keith Daniel                         | 英語     |
| 2013年 | 我的故事，我的詩歌——一位失明詩人的傳奇和詩歌 | 演員：Ira Sankey    | 劇本：Alan Tang；音樂：Various Artists；歌詞：Fanny Crosby             | 香港中文大學崇基學院神學院校友會與香港中文大學崇基學院神學院; 導演: Alan Tang | 粵／英語 |

## 主要旁白／配音／廣告項目
| 年份   | 項目名 | 類別     | 語言 |
| 2023年 | In One 瑜一 | 電視廣告 | 粵語 |
| 2022年 | 國泰航空 Cathay Pacific - 讓志向帶你飛躍世界                                                                   | 電視廣告 | 粵語 |
| 2022年 | 必嘉坊 Baker Circle - 都市綠洲                                                                                 | 電視廣告 | 粵語 |
| 2021年 | 恒生年金保險計劃                                                                                               | 電視廣告 | 粵語 |
| 2021年 | Grand Central 凱滙 - The New Landmark 全新都會核心地標                                                         | 電視廣告 | 粵語 |
| 2021年 | 宏利香港 Manulife Hong Kong                                                                                    | 企業簡介 | 粵語 |
| 2021年 | DBS "This is DBS Digibanking"                                                                                  | 電視廣告 | 粵語 |
| 2021年 | 曼秀雷敦男士 Mentholatum for Men                                                                               | 電視廣告 | 粵語 |
| 2020年 | 麥兜．「不得了啦 !」為什麼要洗手+20秒洗手歌                                                                    | 宣傳片   | 粵語 |
| 2019年 | FedEx 《充滿可能的一天》、《用風格連繫起來》、《源源不絕》、《聯繫你與各種可能》、《關鍵聯繫》、《成長的種子》 | 電視廣告 | 粵語 |
| 2019年 | 丹麥藍罐曲奇 Kjeldsens《濃厚歡聚滋味》                                                                         | 電視廣告 | 粵語 |
| 2018年 | 麥兜．出走的魚蛋                                                                                               | 聲演     | 粵語 |
| 2018年 | Yakult 益力多 滑鼠篇                                                                                           | 電視廣告 | 粵語 |
| 2018年 | Yakult 益力多 的士篇                                                                                           | 電視廣告 | 粵語 |
| 2017年 | 三菱電機（香港）Mitsubishi Electric HK「以港為家」廣告系列 - 天氣雷達篇，700萬人毋懼風雨                       | 電視廣告 | 粵語 |
| 2017年 | About Us - JC School of Public Health and Primary Care, The Chinese University of Hong Kong                    | 宣傳片   | 英語 |
| 2017年 | CUHK Master of Science in Health Services Management (MScHSM)                                                  | 宣傳片   | 英語 |
| 2016年 | 幸福醫藥《夢想。堅持。香港人》                                                                                 | 電視廣告 | 粵語 |
| 2015年 | Sony A7RII A7SII - SEE THE REVOLUTION (光影 再掀革命)                                                          | 電視廣告 | 粵語 |
| 2015年 | 壹品豆漿 | 電視廣告 | 粵語 |
| 2015年 | 幸福醫藥 - 獅子山精神                                                                                          | 電視廣告 | 粵語 |

## 軼事
高中期間，鍾一諾乃荷里活傳奇笑匠比爾·莫瑞（Bill Murray；港譯標梅利）在互聯網上首個官方網站的創頁管理員，亦曾任國際Bill Murray粉絲俱樂部的主席。他是Bill Murray專家。五六十年代著名製片公司國際電影懋業（簡稱：電懋）總經理、監製、導演以及麗的映聲中文臺節目總監鍾啟文乃其叔公。他亦是清代著名書法大師、「京華三枝筆」之一的鍾孟鴻的後人。

## 資料來源
1. ↑  . 基督教今日報. 2018-02-26  [2021-06-10]. （原始内容存档于2021-08-10）.
2. 1 2  . SPHPC, CUHK.   [2019-02-26]. （原始内容存档于2021-01-26）.
3. ↑  .   [2019-02-26]. （原始内容存档于2020-11-27）.
4. ↑  . SPHPC, CUHK.   [2018]. （原始内容存档于2019-09-27）.
5. ↑  . National Academy of Medicine, US.   [2018]. （原始内容存档于2021-04-17）.
6. ↑  演出者 - 鍾一匡 鍾一諾 （页面存档备份，存于） hifitrack.com
7. ↑  . 真証傳播.   [2011年8月16日]. （原始内容存档于2019年9月17日）.
8. ↑  群星雲集獻上首張靚聲福音大碟《鐘聲》 （页面存档备份，存于）基督日報，2009年7月15日
9. ↑  鍾氏兄弟專訪一：暢談《齊唱‧吳秉堅之歌》 基督日報，2011年12月15日
10. ↑  .   [2011]. （原始内容存档于2020-09-13）.

13. 鍾一諾「從音樂重新想像香港精神」音樂分享會 （页面存档备份，存于） 2019